# 雨のロマン
「雨のロマン」は、1968年6月5日に ビクターより発売された橋幸夫の97枚目のシングル（SV-708）。

## 概要
- GS系の作詞家橋本淳と、当時GSのヒット曲の連発していたすぎやまこういち作曲による楽曲で、橋には「思い出のカテリーナ」に続いて2回目の共演となる。
- 当時の橋は、善福寺の自宅とは別に、すぎやまと同じ都内のマンションに住み（同一階で隣同士）[2]、「仲良く一緒に遊んで」いた関係で、すぎやまへ楽曲制作を依頼して「思い出のカテリーナ」がつくられたが、本楽曲も「GSの話をしていて生まれた」曲と回想している[3]。小野善太郎は「思い出のカテリーナ」よりは「GSムード歌謡という感じ」としている[3]。
- GS系作曲家との共演は、これ以降はすぎやまの弟子にあたる筒美京平に移り、すぎやまとはこの後オリジナルアルバム「源氏物語」を共同制作している。
- 橋本淳とは、その後も「京都・神戸・銀座」など幾つかの楽曲で共演し、リバスター時代にも「スターダスト上海」などで共演している。
- c/wの「虹のレーク・タウン」も作詞橋本淳、作曲すぎやまこうで、A面と同じである。

## 収録曲
1. 雨のロマン
作詞： 橋本淳、作・編曲：すぎやまこういち
2. 虹のレーク・タウン
作詞： 橋本淳、作・編曲：すぎやまこういち

## 収録アルバム
- 『橋幸夫が選んだ橋幸夫ベスト40曲』（2000年10月4日）VICL-60641～2
- 他にCD-BOX（6枚組）『橋幸夫大全集』（1993年9月20日）の DISC-6に収録